# Châtenay-en-France
Châtenay-en-France é uma comuna francesa na região administrativa da Ilha de França, no departamento do Vale do Oise. Estende-se por uma área de 3.07 km². Em 2010 a comuna tinha 77 habitantes (densidade: 25,1 hab./km²).